# Tunau (Kressbronn am Bodensee)

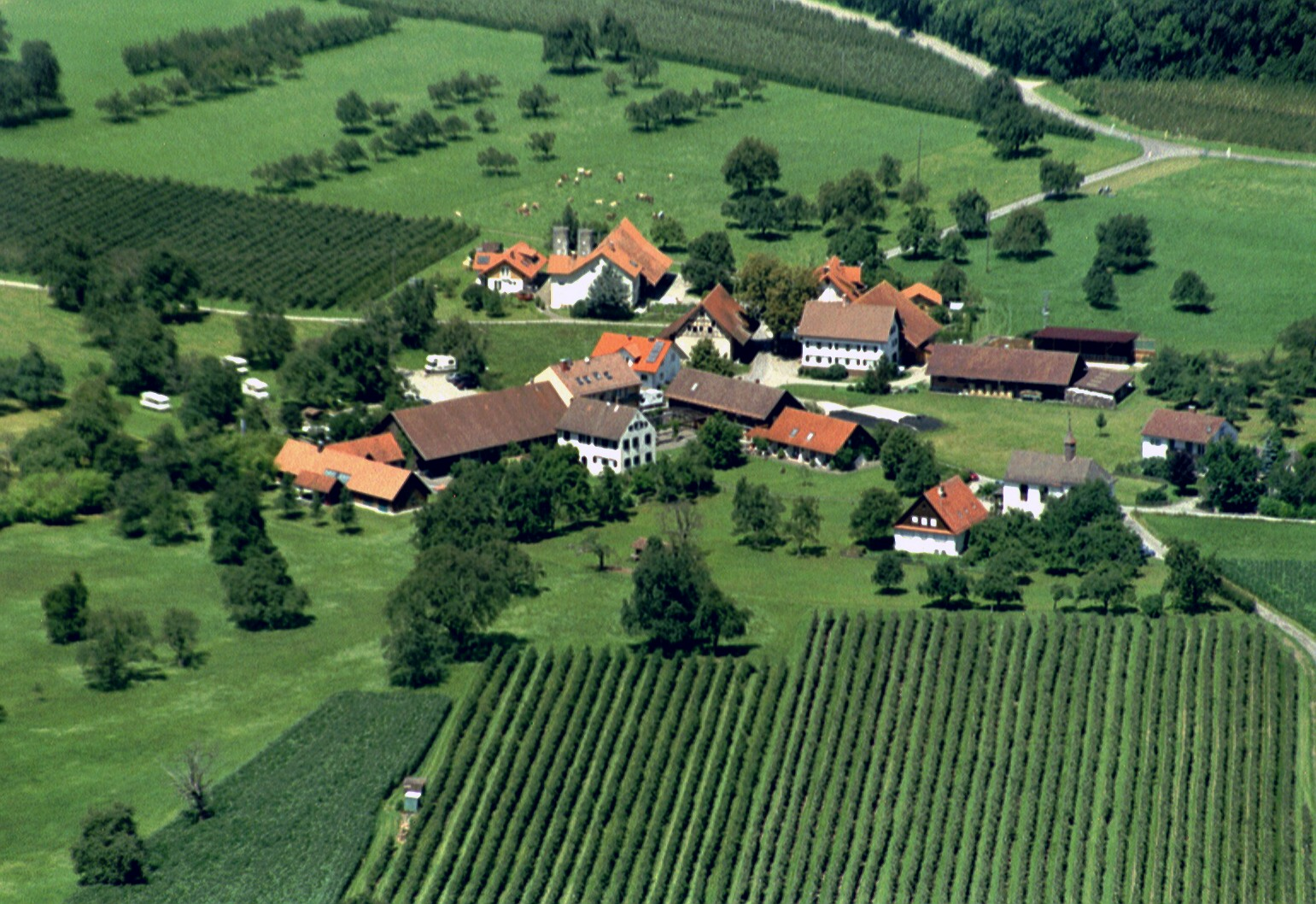
Tunau, Blick nach Norden (2002)

Tunau ist ein Ortsteil der Gemeinde Kressbronn am Bodensee im baden-württembergischen Bodenseekreis in Deutschland.

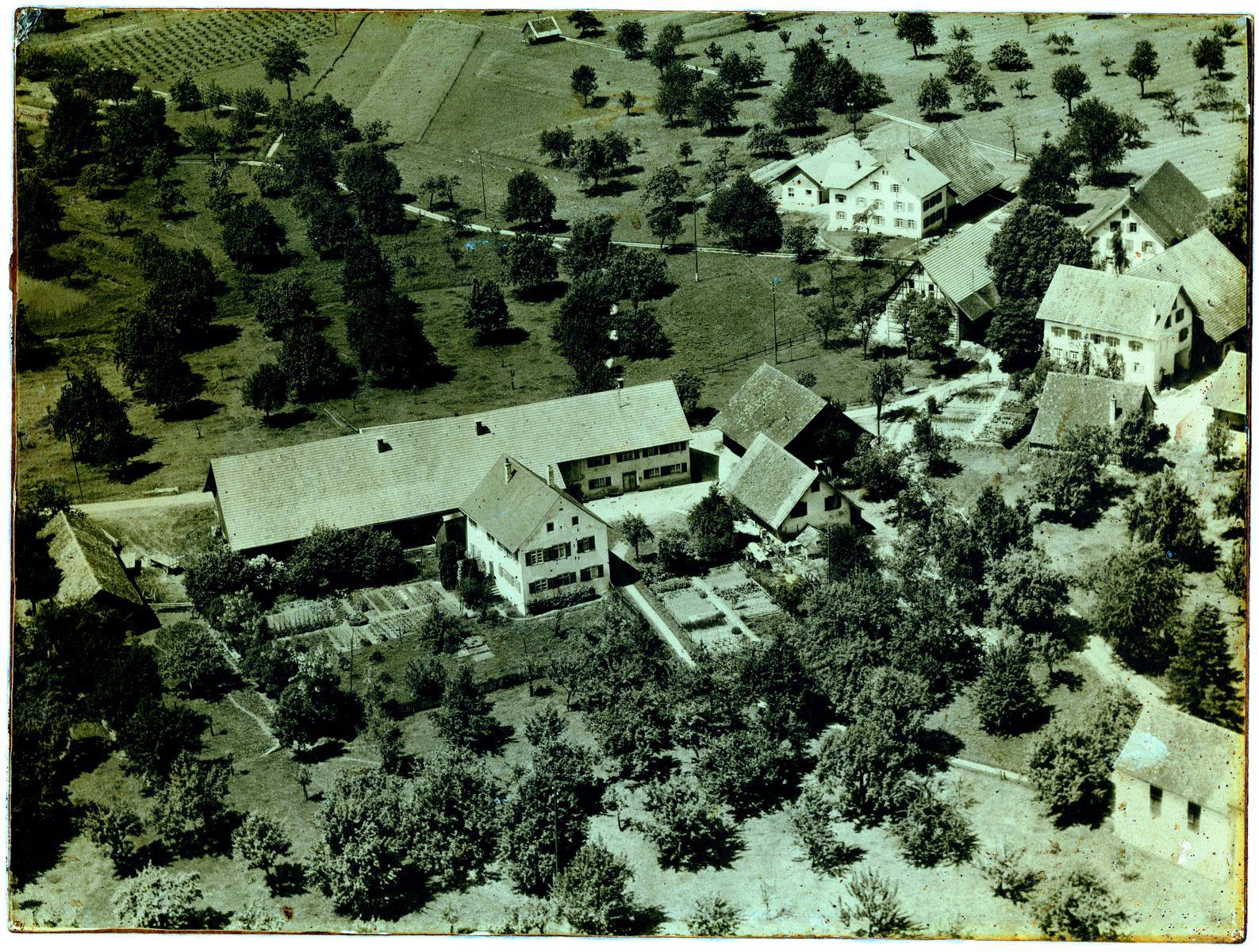
Das Bild zeigt den Hof der Familie Leute, das ehemalige Grafenhaus der Gräfin von Thun und rechts unten die St. Josefs-Kapelle, noch ohne Sakristei (um 1930)

## Lage
Der Weiler Tunau liegt etwa zwei Kilometer südwestlich der Kressbronner Ortsmitte. Im Norden befindet sich der Ortsteil Reute, westlich Schnaidt, und im Süden bildet der Bodensee die natürliche Grenze.

## Geschichte
Um 1260 war die Gegend des heutigen Tunau als Grundbesitz der Fürstabtei St. Gallen ausgewiesen.
Gräfin Maria Anna Leopoldine von Montfort war eine geborene „von Thun“. Sie stiftete der hier ansässigen Kapelle 1728 eine Kaplanei und erwarb einen Gutshof. Ihr zu Ehren wurde der bis dahin als Ettenried bekannte Weiler in Tunau umbenannt.

## St.-Josefs-Kapelle

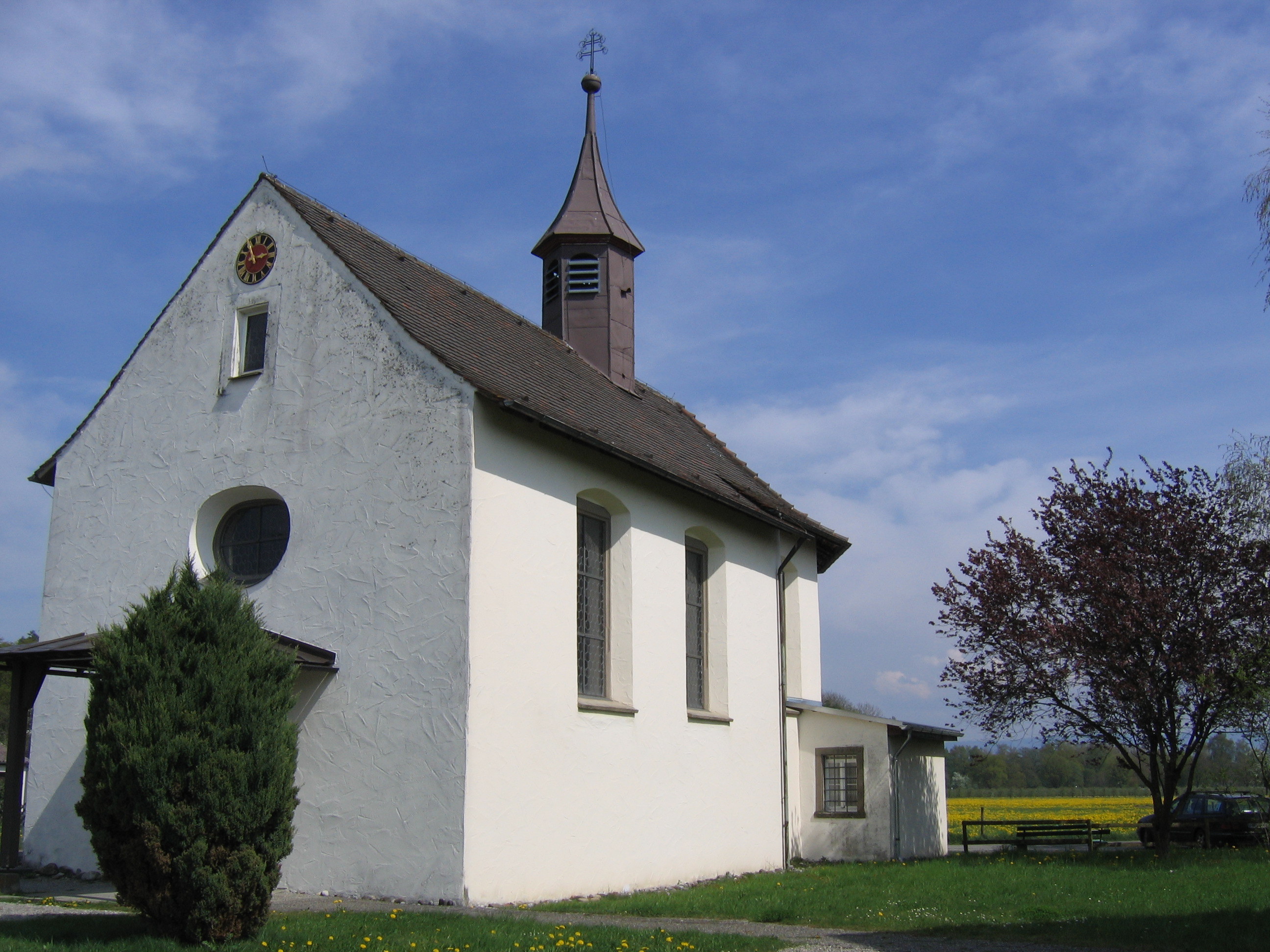
St.-Josefs-Kapelle

Die von Graf Hugo von Montfort in Auftrag gegebene St.-Josefs-Kapelle steht an dem Radweg Richtung Kressbronn. Sie wurde zu Ehren an die Heiligen Josef und Joachim am 17. Oktober 1659 vom Konstanzer Bischof Franz Johann Vogt von Altensumerau und Prasberg geweiht. Am 15. Dezember 1716 wurde die St.-Josephs-Bruderschaft errichtet und mit der Aufbewahrung des Allerheiligsten in dem Gotteshaus begonnen.
An der Kapellendecke befinden sich ein Gemälde, das den Tod des Heiligen Josef darstellt. Lange Zeit waren Kapelle und Kaplanei zur Kirchengemeinde St. Martin in Langenargen gehörig, 1957 kamen sie jedoch zu der Kressbronner Kirchengemeinde St. Maria – Hilfe der Christen. 1974 wurde die Josefskapelle renoviert. Neben den Figuren des Namenspatrons und der Muttergottes ist seitdem auch eine Maria- und Johannes-Figur zu sehen.
Eine kleine Glocke wurde bei der Erbauung der Kapelle installiert. Zwei weitere Glocken kamen 1886 hinzu, fielen aber 1917 dem Ersten Weltkrieg zum Opfer. Im Zweiten Weltkrieg musste auch die verbliebene Glocke für die Aufrüstung eingeschmolzen werden.
Anfang der 1980er Jahre wurden drei neue Bronze-Glocken gegossen. Sie tragen die Inschrift „Resurrexit Halleluja - Ave Maria - Gehet zu Josef“.
In der Kapelle hängen zwei Tafeln mit Namen der in den Weltkriegen gebliebenen Männer aus Tunau, Reute und Gohren: die acht „unvergesslichen Opfer“ des Weltkrieges 1914/1918 und die elf „Toten Helden“ von 1939/1945.

## Verkehr
Als direkt am See liegende Ortschaft ist Tunau auch Station des Bodensee-Radwegs, des Radfernwegs D-Route 8 und des Bodensee-Rundwegs. Im Ort befinden sich ein Wohnmobil-Stellplatz' und ein großzügiger Biergarten und ein Hotel.

## Sonstiges

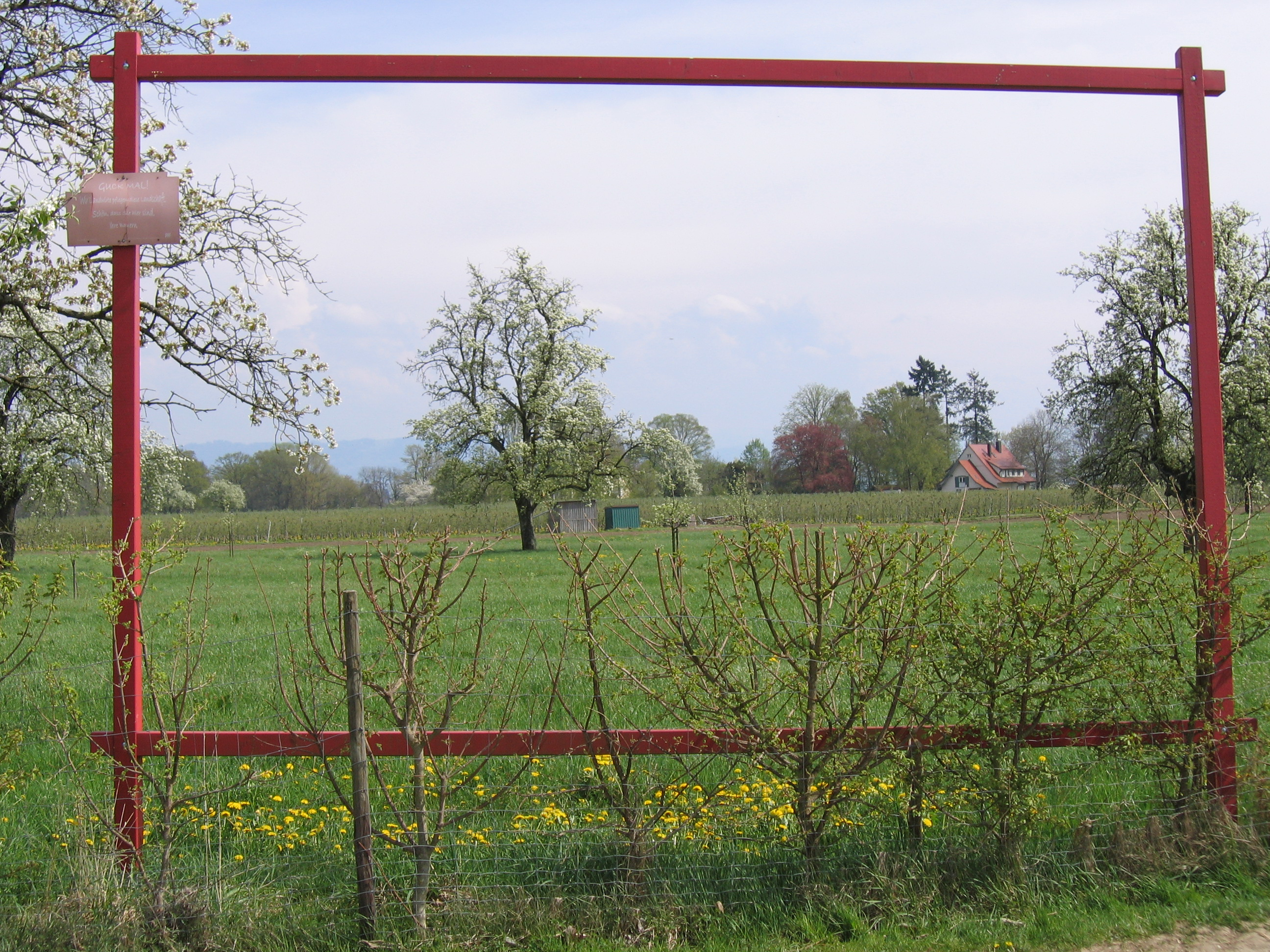
Guck-mal-Rahmen bei Tunau

Unterhalb von Tunau, am Weg nach Schnaidt, stand bis 2012 ein Rahmen der Guck-mal-Aktion. Guck mal ist eine Landschaftsrahmen-Aktion, die 2006 vom Landesbauernverband Baden-Württemberg (LBV) installiert wurde. Ziel der Aktion war es, auf Landschaften aufmerksam zu machen und den Blick der Betrachter für sie zu schärfen.

Der Bauernverbandspräsident Gerd Hockenberger äußerte sich am 30. Mai 2006 zu dieser Aktion: „Die teilweise abhanden gekommene Wertschätzung für selbstverständlich Gewordenes soll wieder geweckt werden. Die Blicke durch die Rahmen zeigen, was die Betrachter täglich sehen, jedoch gar nicht mehr bewusst wahrnehmen.“

Die Landwirte wollten mit der Aktion auch auf ihre eigenen, Landschaft prägenden Leistungen aufmerksam machen.